# Olivier Beretta
Pour les articles homonymes, voir Beretta (homonymie).
 (janvier 2008).
Si vous disposez d'ouvrages ou d'articles de référence ou si vous connaissez des sites web de qualité traitant du thème abordé ici, merci de compléter l'article en donnant les références utiles à sa vérifiabilité et en les liant à la section « Notes et références ».
Olivier Beretta, né le 23 novembre 1969 à Monte-Carlo, est un pilote automobile monégasque. Auteur d'un bref passage en Formule 1 au sein de l'écurie Larrousse lors de la saison 1994 (10 Grands Prix disputés, aucun point marqué), il s'est surtout distingué dans les épreuves d'endurance. Il a également officié ponctuellement en tant que pilote d'essais pour l'écurie Williams en 2003 et 2004. 

## Biographie
Olivier Beretta a débuté la compétition en 1983, par le karting. Après six années, ponctuées notamment d'un titre de vice-champion de France en catégorie 125 cm3 en 1985, il passe en 1989 au sport automobile dans le championnat de France de Formule 3. Après une année d'apprentissage délicate, il obtient d'honorables résultats en 1990 avec une victoire, la troisième place du championnat, ainsi que la troisième place lors du GP de Monaco F3, l'une des épreuves internationales de la saison de F3. Ces résultats sont toutefois insuffisants pour lui permettre d'accéder à la Formule 3000, l'obligeant à effectuer une nouvelle et peu concluante saison en Formule 3 (dans les championnats de France et de Grande-Bretagne).

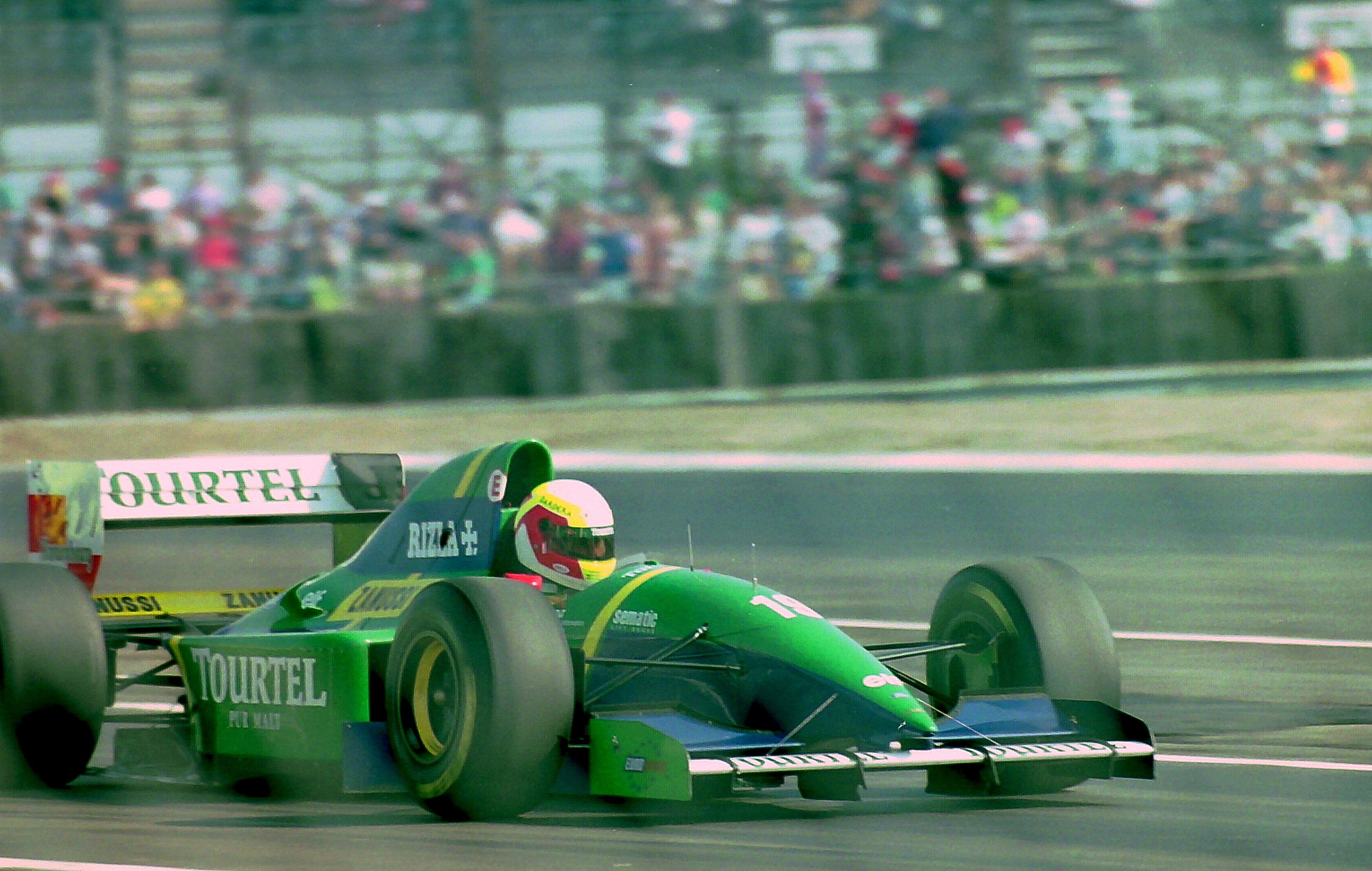
Olivier Beretta au Grand Prix automobile de Grande-Bretagne 1994.

Alors que sa carrière semble au point mort, Olivier Beretta fait la connaissance en 1991 de Nelson Piquet, résident monégasque. Le triple champion du monde brésilien, alors au crépuscule de sa carrière en F1 (qu'il quittera à l'issue de la saison 1991) décide de prendre sous son aile le jeune monégasque. C'est d'ailleurs en grande partie pour relancer la carrière d'Olivier qu'il monte début 1992 sa propre structure de course, le "Piquet Racing", qu'il engage dans le championnat international de Formule 3000 et dont le Monégasque est l'unique pilote. Mais la saison de Beretta et du Piquet Racing tourne rapidement au fiasco : non seulement la Reynard engagée par l'équipe s'avère peu performante, mais en plus, le grave accident subi par Piquet lors des essais des 500 miles d'Indianapolis début mai ne lui permet pas de s'impliquer dans le fonctionnement de l'écurie et d'aider à rectifier le tir. 1992 n'est pas une année totalement perdue pour Beretta, qui en profite pour effectuer ses premiers tours de roues en Formule 1 à l'occasion d'essais privés avec le Team Lotus. Malgré la fermeture du Piquet Racing, Beretta parvient à rester en F3000, au sein de l'écurie italienne Forti Corse. Cette deuxième saison dans la discipline est encourageante puisqu'il termine à la sixième place du championnat, avec une victoire.
Parvenu à mobiliser plusieurs partenaires financiers autour de lui, Olivier Beretta accède au championnat du monde de Formule 1 début 1994, au sein de la modeste écurie française Larrousse. Après des débuts laborieux, le Monégasque réalise plusieurs courses solides compte tenu du matériel dont il dispose (8e à Monaco, 7e en Allemagne, 9e en Hongrie), affichant un niveau de performance assez proche de son coéquipier Érik Comas, pourtant plus expérimenté que lui. Mais à l'issue du GP du Hongrie, faute de budget, il perd son volant au profit de Philippe Alliot. Il n'obtiendra jamais de deuxième chance en Formule 1, même si l'écurie Williams fera ponctuellement appel à lui au cours des saisons 2003 et 2004 dans le cadre de séances d'essais privés.

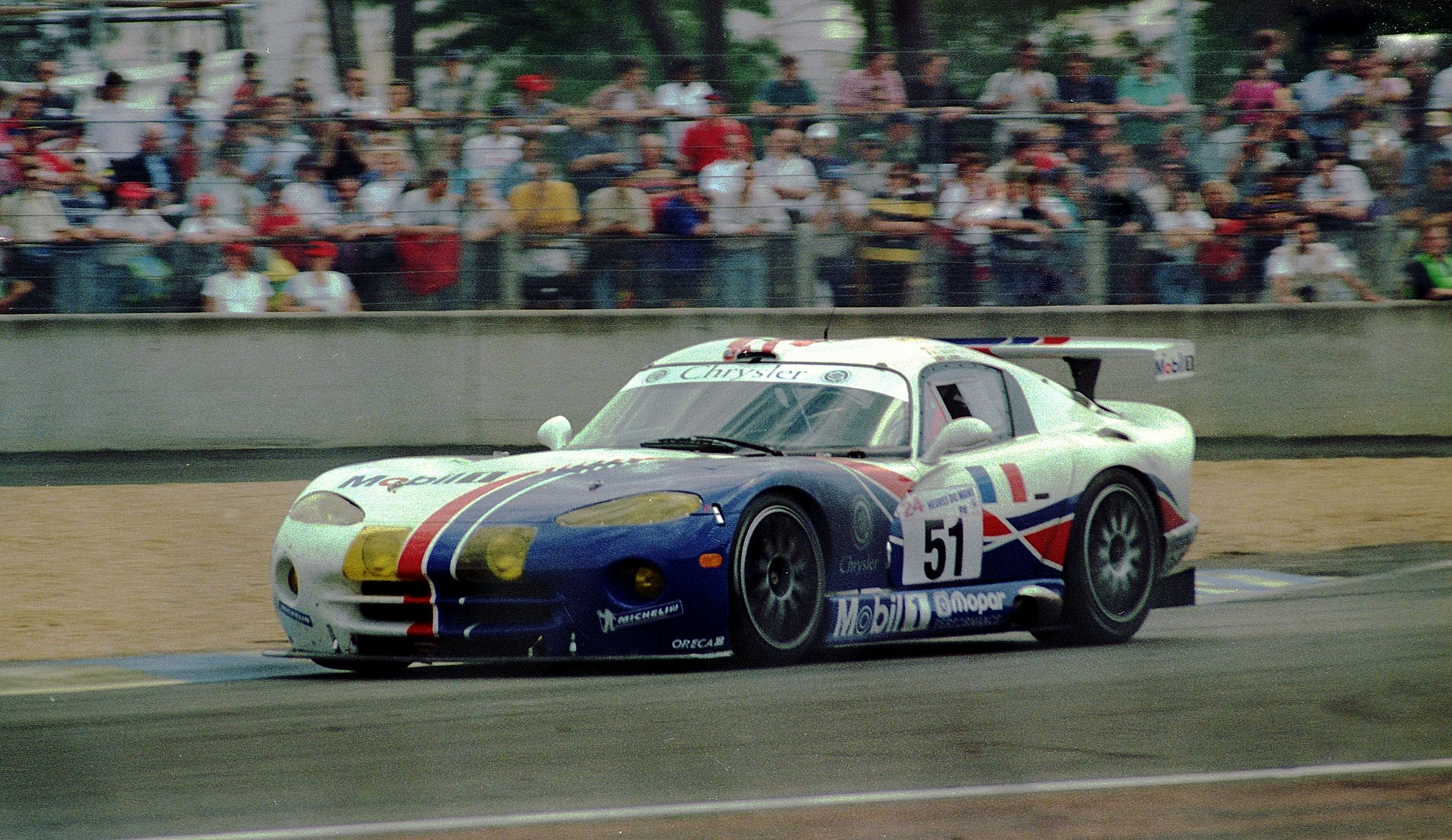
Olivier Beretta aux 24 Heures du Mans 1998.

Sans avenir en monoplace, Beretta décide de se tourner vers les épreuves d'endurance à partir de la saison 1995. En  1996, il est recruté par l'écurie française ORECA, qui fait courir la Dodge/Chrysler Viper GTS-R. À son volant, il multiplie les victoires de catégorie (notamment aux 24 heures du Mans et aux 12 heures de Sebring) et se bâtit un impressionnant palmarès qui fait de lui un des meilleurs spécialistes mondiaux des courses d'endurance. Sa victoire la plus retentissante a lieu à l'occasion des 24 heures de Daytona 2000, où en équipage avec Karl Wendlinger et Dominique Dupuy, il impose sa Viper GT au classement général au nez et à la barbe des prototypes.
Après un passage peu concluant au volant de prototypes de la classe LMP900, Olivier Beretta est recruté en 2004 par General Motors pour être l'un des pilotes officiels de la Chevrolet Corvette GT. L'occasion pour lui d'enrichir son palmarès de nombreuses nouvelles victoires en ALMS et aux 24 heures du Mans dans la catégorie GT1.
Olivier Beretta a aussi disputé une course de NASCAR Craftsman Truck Series en 1999, à Topeka, pour le Bobby Hamilton Racing. Il s'était qualifié 10e et avait terminé la course en 17e position.
En 2016 il prend part à la saison d'Asian le Mans Series au volant d'une Ferrari 488 GT3 de l'écurie Hongkongaise DH Racing.

## Résultats en championnat du monde de Formule 1
| Saison | Écurie               | Châssis | Moteur      | Pneus    | GP disputés | Points inscrits | Classement |
| ------ | -------------------- | ------- | ----------- | -------- | ----------- | --------------- | ---------- |
| 1994   | Tourtel Larrousse F1 | LH94    | Cosworth V8 | Goodyear | 10          | 0               | n.c.       |

## Palmarès
Championnats
- Vainqueur du championnat FIA GT (catégorie GT2) en 1998 sur Chrysler Viper GTS avec Pedro Lamy
- Vainqueur du championnat FIA GT (catégorie GT) en 1999 sur Chrysler Viper GTS avec Karl Wendlinger (victoire à Monza[6] et à Zolder[7] et à Oschersleben[8] et à Donington[9] et Zhuhai notamment[10])
- Vainqueur du championnat ALMS (catégorie GTS) en 1999 sur Chrysler Viper GTS
- Vainqueur du championnat ALMS (catégorie GT1) en 2000 sur Chrysler Viper GTS
- Vainqueur du championnat ALMS (catégorie GT1) en 2005 sur Chevrolet Corvette avec Oliver Gavin
- Vainqueur du championnat ALMS (catégorie GT1) en 2006 sur Chevrolet Corvette avec Oliver Gavin
- Vainqueur du championnat ALMS (catégorie GT1) en 2007 sur Chevrolet Corvette avec Oliver Gavin

Principales victoires
- Vainqueur des 24 heures de Daytona (classement général) en 2000 sur Chrysler Viper GTS avec Karl Wendlinger et Dominique Dupuy
- Vainqueur des 24 heures du Mans (catégorie GT) en 1999, 2000, 2004, 2005,2006, 2011

## Résultats aux 24 heures du Mans
| Année | Équipe           | Voiture                         | Équipiers                          | Résultat |
| ----- | ---------------- | ------------------------------- | ---------------------------------- | -------- |
| 1996  | Viper Team Oreca | Chrysler Viper GTS-R            | Éric Hélary Philippe Gache         | 21e      |
| 1997  | Viper Team Oreca | Chrysler Viper GTS-R            | Philippe Gache Dominique Dupuy     | Abandon  |
| 1998  | Viper Team Oreca | Chrysler Viper GTS-R            | Tommy Archer Pedro Lamy            | 13e      |
| 1999  | Viper Team Oreca | Chrysler Viper GTS-R            | Karl Wendlinger Dominique Dupuy    | 10e      |
| 2000  | Viper Team Oreca | Chrysler Viper GTS-R            | Karl Wendlinger Dominique Dupuy    | 7e       |
| 2001  | Team Playstation | Chrysler LMP 2001               | Karl Wendlinger Pedro Lamy         | 4e       |
| 2002  | Oreca            | Oreca Dallara LMP 02            | Pedro Lamy Érik Comas              | 5e       |
| 2003  | JML Team Panoz   | Panoz LMP-1 Roadster-S Evo 2002 | Gunnar Jeannette / Max Papis       | 5e       |
| 2004  | Corvette Racing  | Chevrolet Corvette C5-R         | Oliver Gavin Jan Magnussen         | 6e       |
| 2005  | Corvette Racing  | Chevrolet Corvette C6.R         | Oliver Gavin Jan Magnussen         | 5e       |
| 2006  | Corvette Racing  | Chevrolet Corvette C6.R         | Oliver Gavin Jan Magnussen         | 4e       |
| 2007  | Corvette Racing  | Chevrolet Corvette C6.R         | Oliver Gavin Max Papis             | Abandon  |
| 2008  | Corvette Racing  | Chevrolet Corvette C6.R         | Oliver Gavin Max Papis             | 15e      |
| 2009  | Corvette Racing  | Chevrolet Corvette C6.R         | Märcel Fassler Oliver Gavin        | Abandon  |
| 2010  | Corvette Racing  | Chevrolet Corvette C6.R ZR1     | Oliver Gavin Emmanuel Collard      | Abandon  |
| 2011  | Corvette Racing  | Chevrolet Corvette C6.R ZR1     | Tom Milner Antonio García          | 11e      |
| 2012  | AF Corse         | Ferrari 458 Italia GT2          | Andrea Bertolini Marco Cioci       | 22e      |
| 2013  | AF Corse         | Ferrari 458 Italia GT2          | Kamui Kobayashi Toni Vilander      | 20e      |
| 2014  | AF Corse         | Ferrari 458 Italia GT2          | Davide Rigon Pierre Kaffer         | Abandon  |
| 2015  | AF Corse         | Ferrari 458 Italia GT2          | Davide Rigon James Calado          | 21e      |
| 2017  | Spirit of Race   | Ferrari 488 GTE                 | Thomas Flohr Francesco Castellacci | 41e      |
| 2018  | MR Racing        | Ferrari 488 GTE                 | Eddie Cheever III Motoaki Ishikawa | 38e      |
| 2019  | MR Racing        | Ferrari 488 GTE                 | Eddie Cheever III Motoaki Ishikawa | 41e      |